# 杭州公园列表
杭州公园列表列举位于杭州市的游憩公园和主题公园。2022年3月，杭州发布《杭州市区加快公园城市建设三年行动计划》，从2022年至2024年的三年时间，杭州计划建设200个具有改善生态、美化环境、体育健身、运动休闲、娱乐休憩、防灾避险等功能的公园。

## 简介
杭州最有名、最美丽的公园是位于西湖边的湖滨公园和太子湾公园。

## 主要公园
- 湖滨公园，从南至北包括一公园、二公园、三公园、四公园、五公园和六公园，位于西湖东侧，东沿湖滨路[3]；
- 太子湾公园，西湖西南侧，北沿南山路；
- 中山公园，位于西湖孤山岛上，1927年（民國16年）为纪念孫中山先生而命名；
- 城北体育公园，位于大关街道，西临绍兴路；
- 紫荆公园
- 学士公园
- 长桥公园
- 杭州花圃
- 森林公园，位于钱江新城；
- 市民公园，位于钱江新城，建设中；
- 望江公园，2012年年底开放；[4]
- 杭州消防主题公园，位于下沙经济开发区；
- 沿江景观公园，位于下沙经济开发区，总面积近18万平方米，2013年年底开放；[5]
- 杭州白塔公园，2014年5月1日开放

## 主题公园
- 杭州动物园
- 杭州少年儿童公园，位于杭州动物园北边，东临虎跑路；
- 杭州野生动物世界
- 杭州植物园
- 宋城
- 杭州乐园
- 杭州东方文化园
- 杭州海底世界